# Марена Джингова
Марена Джингова е българска художничка.

## Биография
Марена Джингова е родена в град Хасково, но прекарва живота си в село Нови хан, община Елин Пелин. Завършва Националната художествена гимназия през 1958 г. със специалност „Скулптура“. Завършва Националната художествена академия през 1968 г. със специалности „Керамика“, „Скулптура“ и „Педагогика“, а магистратура завършва със специалност „Керамика“.
Член на Съюза на българските художници, на Творческия фонд към СБХ, както и на Ателието на младия художник.
През 2012 г. е поканена за почетно участие в традиционната изложба „Фестивал на съвременната керамика“ и получава награда за цялостно творчество от СБХ.

## Награди
- 1980 г. – Biennial of Italy – Prizes Diploma

## Международни изложби
- 1974 /1980 г. – Биенале, Италия
- 1977 г. – Биенале, Франция
- 1978 г. – Ceramic Design, Валенция, Испания
- 1979 г. – Керамичен пленер, Болеславец, Полша
- 1998 г. – ІV биенале, Кайро
- 2000 г. – V биенале, Кайро

За да почете паметта ѝ, в нейна чест Община Елин Пелин проведе есенен салон „Марена“ през 2016 г., където са представени нейни творби, както и творби на проф. Валентин Лилов, доц. Кирил Божков, д-р Мариана Ангелова, Григор Велев, Надежда Лилова, Румен Гашаров, Пламен Петров, Явор Петров, Катерина Бурова и редица други местни майстори на изкуствата.